# Thanh Hoa (provincie)
Thanh Hoa (vietnamsky Thanh Hóa) je provincie na pomezí severního a středního Vietnamu, s rozlohou 11136,3 km² a 3,7 miliony obyvatel (2007). Thanh Hoa je i název hlavního města této provincie.

## Geografie
Provincie leží v severní části Vietnamu. Sousedí s provinciemi Son La, Hoa Binh, Ninh Binh a Nghe An. Stejnojmenné město je významným střediskem a přístavem regionu.